# Jonathan Garcia (Eisschnellläufer)
Jonathan Garcia (* 14. Dezember 1986 in Houston) ist ein ehemaliger US-amerikanischer Inline-Speedskater und Eisschnellläufer.

## Werdegang
Garcia begann seine Karriere als Inline-Speedskater und gewann bei den Weltmeisterschaften 2006 in Anyang die Bronzemedaille mit der Staffel. Als Eisschnellläufer nahm er in der Saison 2013/14 in Heerenveen erstmals am Eisschnelllauf-Weltcup teil, wobei er den 15. Platz über 1000 m errang und belegte bei den Olympischen Winterspielen 2014 in Sotschi den 28. Platz über 1000 m. In der Saison 2014/15 kam er bei der Sprintweltmeisterschaft 2015 in Astana auf den zehnten Platz und bei den Einzelstreckenweltmeisterschaften 2015 in Heerenveen auf den 21. Rang über 1000 m. Zudem wurde er US-amerikanischer Meister über 500 m und erreichte in der folgenden Saison in Calgary mit dem zweiten Platz im Teamsprint seine erste Top-Zehn-Platzierung im Weltcup. In der Saison 2016/17 holte er in Heerenveen im Teamsprint seinen einzigen Weltcupsieg und lief bei der Sprintweltmeisterschaft 2017 in Calgary auf den 11. Platz sowie bei den Einzelstreckenweltmeisterschaften 2017 in Gangneung den 15. Platz über 1000 m. In der folgenden Saison kam er in Stavanger mit dem dritten Platz im Teamsprint letztmals im Weltcup aufs Podest und absolvierte in Salt Lake City seinen letzten Weltcup, welchen er auf dem siebten Platz über 1000 m beendete. Bei der Sprintweltmeisterschaft 2018 in Changchun errang er den 18. Platz und bei den Olympischen Winterspielen 2018 in Pyeongchang den 23. Platz über 500 m und den achten Platz in der Teamverfolgung.

## Erfolge

### Olympische Spiele
- 2014 Sotschi: 28. Platz 1000 m
- 2018 Pyeongchang: 8. Platz Teamverfolgung, 23. Platz 500 m

### Einzelstrecken-Weltmeisterschaften
- 2015 Heerenveen: 21. Platz 1000 m
- 2017 Gangneung: 15. Platz 1000 m

### Sprint-Weltmeisterschaften
- 2015 Astana: 10. Platz Sprint-Mehrkampf
- 2017 Calgary: 11. Platz Sprint-Mehrkampf
- 2018 Changchun: 18. Platz Sprint-Mehrkampf

### Inline-Speedskating-Weltmeisterschaften
- 2006 Anyang: 3. Platz Staffel

### Weltcupsiege im Team
| Nr. | Datum             | Ort        | Disziplin    |
| --- | ----------------- | ---------- | ------------ |
| 1.  | 10. Dezember 2016 | Heerenveen | Teamsprint 1 |

## Persönliche Bestzeiten im Eisschnelllauf
| Disziplin | Zeit        | Datum              | Ort            |
| --------- | ----------- | ------------------ | -------------- |
| 500 m     | 34,81 s     | 3. Dezember 2017   | Calgary        |
| 1000 m    | 1:07,40 min | 10. Dezember 2017  | Salt Lake City |
| 1500 m    | 1:45,99 min | 31. Dezember 2013  | Salt Lake City |
| 3000 m    | 3:56,91 min | 19. September 2015 | Salt Lake City |